# Muchachos cogiendo fruta
Muchachos cogiendo fruta es un cartón para tapiz de la segunda serie ideada por Francisco de Goya para el comedor de los Príncipes de Asturias en el Palacio de El Pardo.
Se exhibe en la colección del Museo del Prado, a donde llegó en 1870. Fue catalogada por vez primera en 1876.

## Análisis
Un niño monta a otro para escalar el árbol, mientras que otro coge la fruta que pretenden obtener. Es una escena infantil que una década más tarde Goya plasmará nuevamente en el despacho del ya rey Carlos IV en El Escorial.
La huella de Murillo y de todo el Barroco español es clara. El sevillano realizó en varias ocasiones sendas pinturas que representaban a niños y jóvenes con fruta. 
Los niños muestran en sus rostros pertenecer a clases bajas, además de las expresiones: el que soporta el peso denota fastidio y el resto rebosa de alegría. El esquema triangular del neoclasicismo llega otra vez más, y nuevamente Goya desdibuja las figuras en lontananza.  
Muy posiblemente esté enraizada con Niños inflando una vejiga, de la misma serie. El aragonés, con una pincelada más suelta y fondos más claros, viste a los jóvenes de acuerdo a su clase social.